# Rob the Mob
Rob the Mob è un film del 2014 diretto da Raymond De Felitta.

## Trama
La giovane coppia di amanti Tommy e Rosie, realmente esistita, come due moderni Bonnie e Clyde, nel 1991 tenta di rapinare un negozio di fiori di New York il giorno di San Valentino. Dopo essere stati arrestati, lei se la cava con poche settimane di prigione, mentre lui, in quanto autore diretto della rapina a mano armata, viene condannato a diciotto mesi. Un anno e mezzo più tardi, Tommy si ricongiunge con la sua ragazza, che è riuscita a trovare un lavoro presso un'agenzia di recupero crediti che assume prevalentemente ex criminali. Grazie a lei, viene assunto dalla stessa agenzia, ma presto viene attratto nuovamente dal crimine. Dopo aver iniziato a seguire gli sviluppi del processo al pentito mafioso Sammy "The Bull" Gravano, sviluppa l'idea di rapinare membri della mafia. Dopo aver convinto la sua ragazza ad assisterlo come in passato, facendo da palo, aspettandolo con la macchina, la sua Buick Century, mentre lui porta a segno il colpo. Tommy compie le rapine con un'arma automatica, prendendo denaro e gioielli ai clienti di alcuni locali notoriamente frequentati da criminali. Oltre a rapinarli, Tommy li umilia, chiedendo loro azioni che variano dallo spogliarsi al mimare gesti con allusioni omosessuali.
Dopo un paio di colpi, un agente dell'FBI che indaga sull'organizzazione criminale guidata dalla famiglia Gambino, al cui vertice vi è ora Big Al, fa trapelare l'accaduto al giornalista Jerry Cardozo. Presto, quindi, la coppia diviene famosa, con l'opinione pubblica che si divide tra li considera criminali di basso rango e chi ritiene invece, come lo stesso giornalista, che i due abbiano reso alla città una sorta di servizio pubblico.
Tra gli oggetti rubati, Tommy e Rosie rinvengono anche una lista tenuta a scopo precauzionale da uno degli affiliati, Joey D, nel portafogli, nella quale sono elencati tutti i membri dell'organizzazione e i loro livelli. Provano quindi a ricattare i mafiosi, minacciando di consegnare la lista alle autorità se dovessero attentare alla loro vita. Joey, tuttavia, temendo ritorsioni dall'organizzazione, inizia a collaborare con l'FBI, che sarà comunque in grado di proseguire le indagini e arrestare Big Al e diversi altri mafiosi. Mentre il giornalista, Jerry, tenta invano di convincere l'agente dell'FBI solito nel consegnargli informazioni riservate a provare a proteggere Tommy e Rosie, la coppia, sottovalutando il rischio di vendetta della famiglia mafiosa, finirà uccisa nella loro auto la vigilia di Natale del 1992.

## Distribuzione
Girato a Manhattan e dintorni dal maggio del 2013, il film ha esordito il 15 marzo 2014 al Miami Film Festival, venendo poi diffuso nelle sale statunitensi, in distribuzione limitata, dal seguente 21 marzo.